# Łężce (Grande-Pologne)
Pour les articles homonymes, voir Łężce.
Łężce (prononciation : [ˈwɛ̃ʂt͡sɛ], en allemand : Groß Lenschetz) est un village polonais de la gmina de Chrzypsko Wielkie dans le powiat de Międzychód de la voïvodie de Grande-Pologne dans le centre-ouest de la Pologne.
Il se situe à environ 5 km au sud-ouest de Chrzypsko Wielkie (siège de la gmina), 22 km à l'est de Międzychód (siège du powiat), et à 54 km au nord-ouest de Poznań (capitale de la Grande-Pologne).

## Histoire
De 1975 à 1998, le village faisait partie du territoire de la voïvodie de Poznań.

Depuis 1999, Łężce est situé dans la voïvodie de Grande-Pologne.
Le village possède une population de 290 habitants en 2007.